# Lasioglossum greavesi
Lasioglossum greavesi är en biart som först beskrevs av Rayment 1930.  Lasioglossum greavesi ingår i släktet smalbin, och familjen vägbin. Inga underarter finns listade i Catalogue of Life.

## Bildgalleri

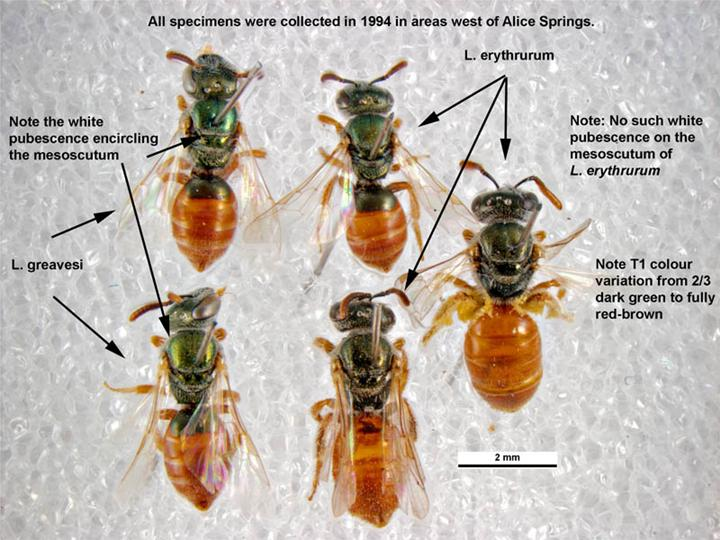
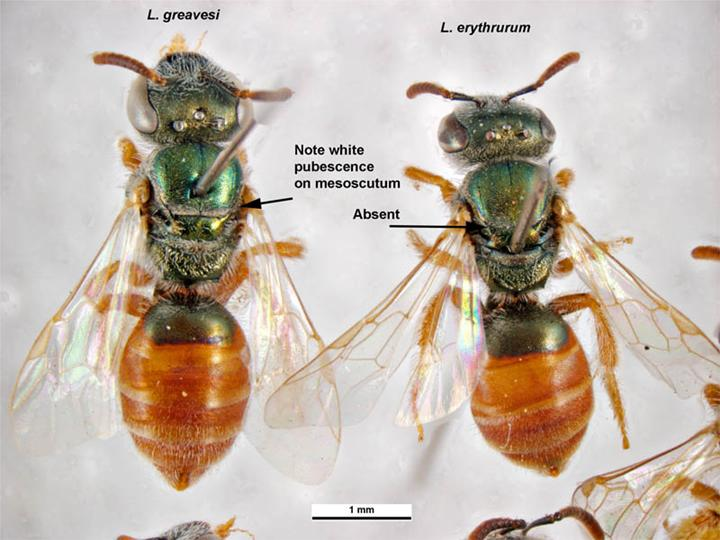
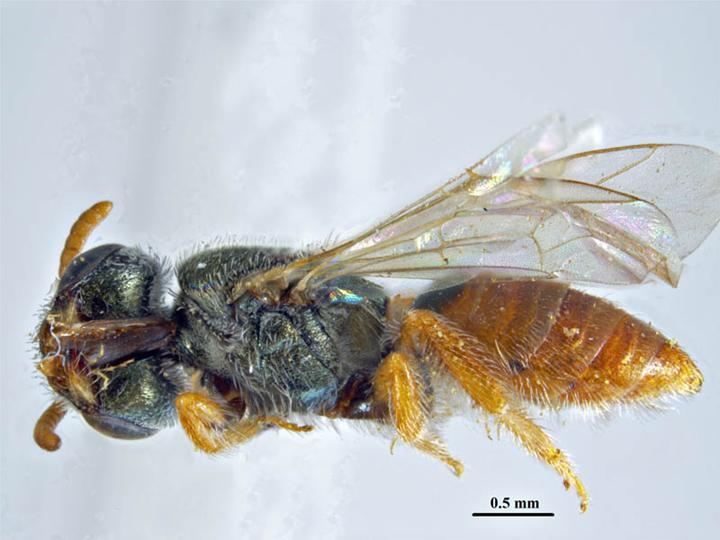
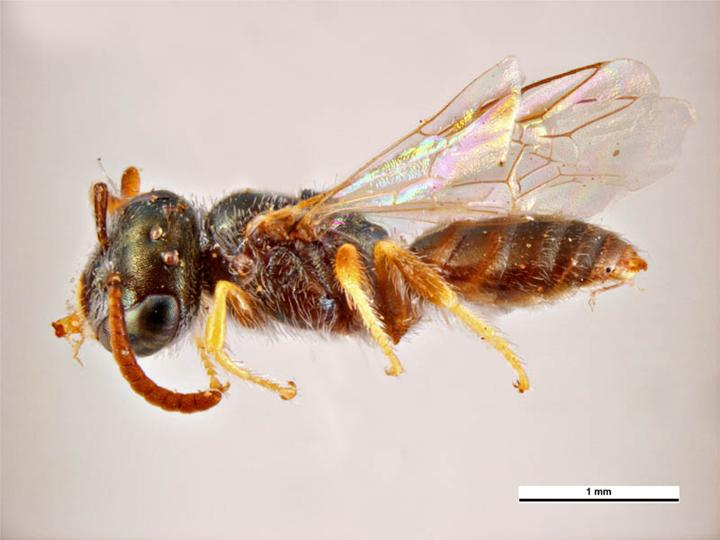